# Heinrich Adolf Valentin Hoffmann

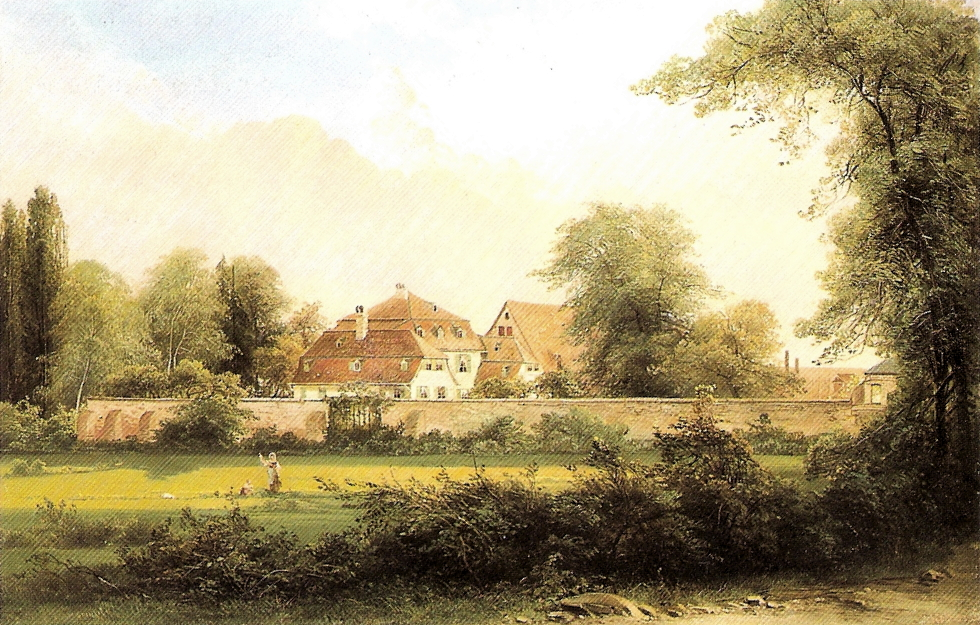
Der Kleine Kettenhof in Frankfurt am Main. Gemälde von Heinrich Adolf Valentin Hoffmann, 1857. Öl auf Leinwand, 35,5 × 53, 5 cm.

Heinrich Adolf Valentin Hoffmann (* 18. Oktober 1814 in Frankfurt am Main; † 11. Juni 1896 ebenda) war ein deutscher Landschaftsmaler.

## Leben und Werk
Hoffmann (Signatur: H. Hoffmann) war in den Jahren 1843 bis 1850 Schüler bei Jakob Becker am Städelschen Kunstinstitut. Seine Motive fand er vorwiegend in seiner Frankfurter Heimat und bei Ausflügen in die Umgebung, wobei er romantische Walddarstellungen und historische Bauwerke im mittleren Format bevorzugte. Bekannt sind auch Darstellungen schweizerischer Gebirgslandschaften, die er auf Studienreisen malte.  Er war bekannt mit den Künstlern der Kronberger Malerkolonie Antom Burger und Jakob Fürchtegott Dielmann und Philipp Rumpf. Das ihm gelegentlich in der Literatur zugeschriebene Porträt von Georg Büchner, eine undatierte Bleistiftzeichnung, stammt allerdings von dem Mannheimer Theatermaler August Hoffmann (1807–1883).
Einer der Schüler Hoffmanns war sein Sohn Franz Jakob Hoffmann, der anschließend an den Akademien in München und Düsseldorf studiert haben soll und ebenfalls Landschaftsmaler wurde.
Arbeiten des Künstlers sind gelegentlich im Auktionshandel vertreten.

## Werke in öffentlichen Sammlungen
- „Waldlandschaft“, 1869, Öl auf Leinwand, Format 92,3 × 135,2 cm. Städtisches Kunstinstitut und Städtische Galerie Frankfurt am Main, Inventarnummer 1532
- „Novemberstimmung“, 1883, Öl auf Leinwand, Format 63,7 × 93,5 cm. Städtisches Kunstinstitut und Städtische Galerie Frankfurt am Main, Inventarnummer 1336